# Valdellín
Valdellín, también documentado como Valle de Allín o Valle de Lin, es un valle histórico de Navarra, situado en la merindad de Estella, al noroeste de esta ciudad. Queda delimitado al oeste por la Sierra de Lóquiz, al norte por la Améscoa Baja, al este por el valle de Yerri y al sur por Estella, el valle de la Solana y el de Santesteban de la Solana. En sus suelos se asientan dieciséis poblaciones; en 1841, tras las constitución de los ayuntamientos constitucionales, todos quedaron integrados en el municipio de Allín, pero en 1852 seis de esos lugares se segregaron del valle formando el municipio de Metauten.

## Geografía

El entorno del valle en el Antiguo Régimen

El valle queda cercado por montañas al este por la Sierra de Lóquiz, y al norte y este por las estribaciones de la Sierra de Andía; (peñas Larraiza, Azanza y San Fausto), mientras que se abre hacia el sur, donde se ensancha. El río Urredera recorre del valle de norte a sur, mientras que por el sur discurre del río Ega de oeste a este. Con una superficie de 63,46 km², el terreno es fértil y en siglo XIX proporcionaba abundantes frutas y cereales; la vid, con una gran presencia en 1891 se redujo a lo largo de la primera mitad del siglo XX; actualmente la mayor parte del terreno cultivable se destina a los cereales. La ganadería tuvo un papel importante en la economía del valle, pues varios de los lugares -Aramendía, Ganuza, Galdeano, Metauten , Muneta, Ollobarren y Ollogoyen- forman parte o son congozantes de la facería de Santiago de Lóquiz.. En 1802 tenía una población de 1490 personas, que se ha reducido a 1192 en 2021.

## Historia
En 1280 quedan documentados como de señorío realengo Aramendía, Echávarri y Muñeta, por un lado, y por otra Ganuza, Metauten, Ollobarren y Ollogoyen. Mientras tanto, Areiza, San Martín y  Zubielqui eran señoríos del monasterio de Irache; Arteaga, Eulz, San Fausto, del de Iranzu, y Zufia de los Hospitalarios de San Juan de Jerusalén. En la Edad Moderna, todos los lugares del valle se distribuían entre dos corriedos o partidas, cada uno con ocho pueblos: el de Zufia, con su cabeza en Arteaga  y el de Larrión, con cabeza en el lugar de ese mismo nombre. Cada uno de estos dieciséis pueblos elegían su justicia ordinaria, pero se reunían en la cabeza de su corriedo. Sin embargo, las juntas de todo el valle se reunían en Arteaga. Tras las constitución de los ayuntamientos constitucionales, todos quedaron integrados en el municipio de Allín, pero en 1852 seis de lugares que formaba parte del corriedo de Zufia, se segregaron del valle formando el municipio de Metauten.
De este modo el valle quedó distribuido así:
- Allín: con los concejos de Amillano -la capital-, Aramendía, Arbeiza, Artavia, Echávarri, Eulz, Galdeano, Larrión, Muneta y Zubielqui.
- Metauten: con los concejos de Arteaga, Ganuza, Metauten -la capital-, Ollobarren, Ollogoyen y Zufía.